# Koellensteinia carraoensis
Koellensteinia carraoensis är en orkidéart som beskrevs av Leslie Andrew Garay och Galfrid Clement Keyworth Dunsterville. Koellensteinia carraoensis ingår i släktet Koellensteinia och familjen orkidéer. Inga underarter finns listade i Catalogue of Life.

## Bildgalleri

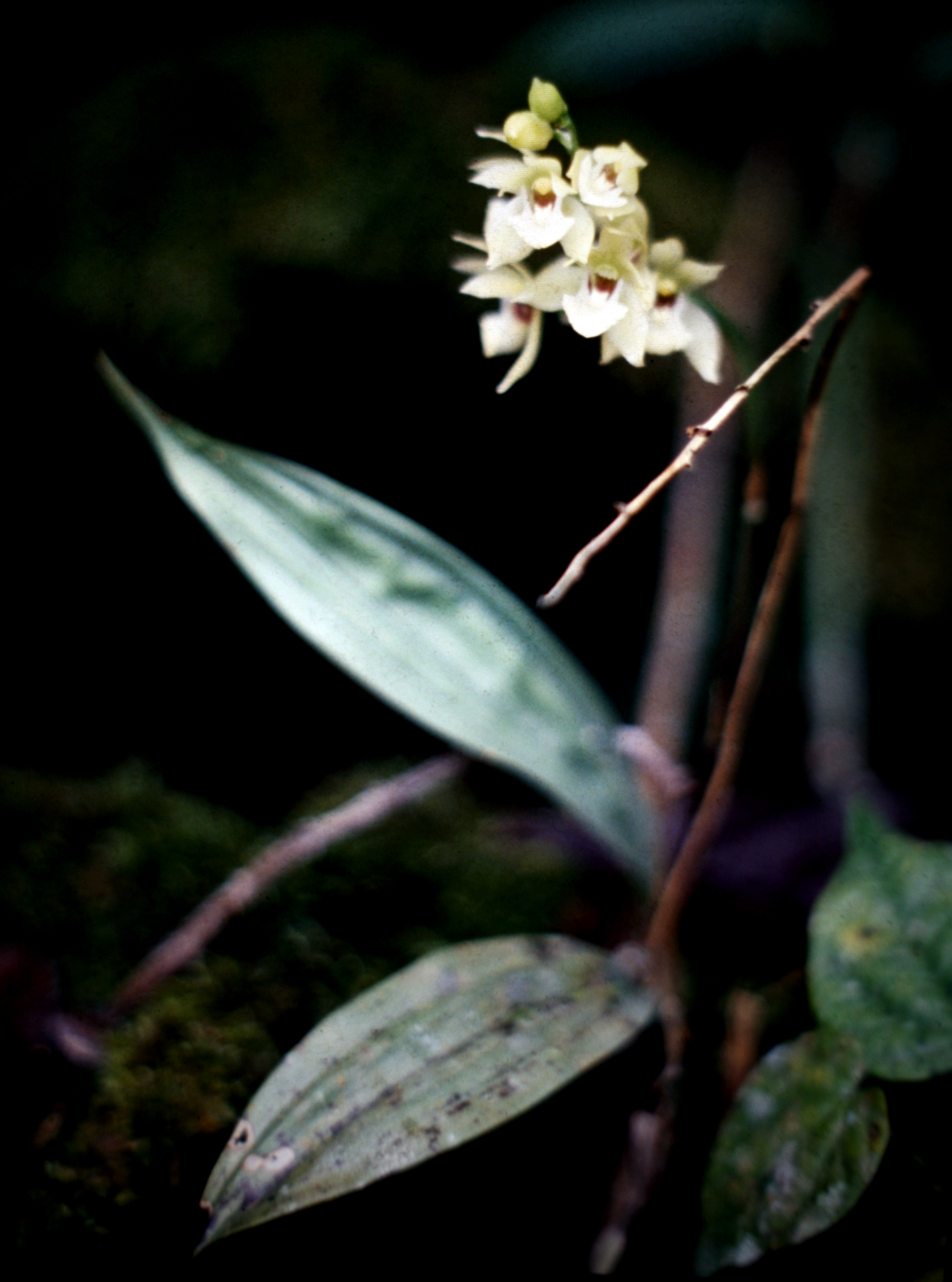
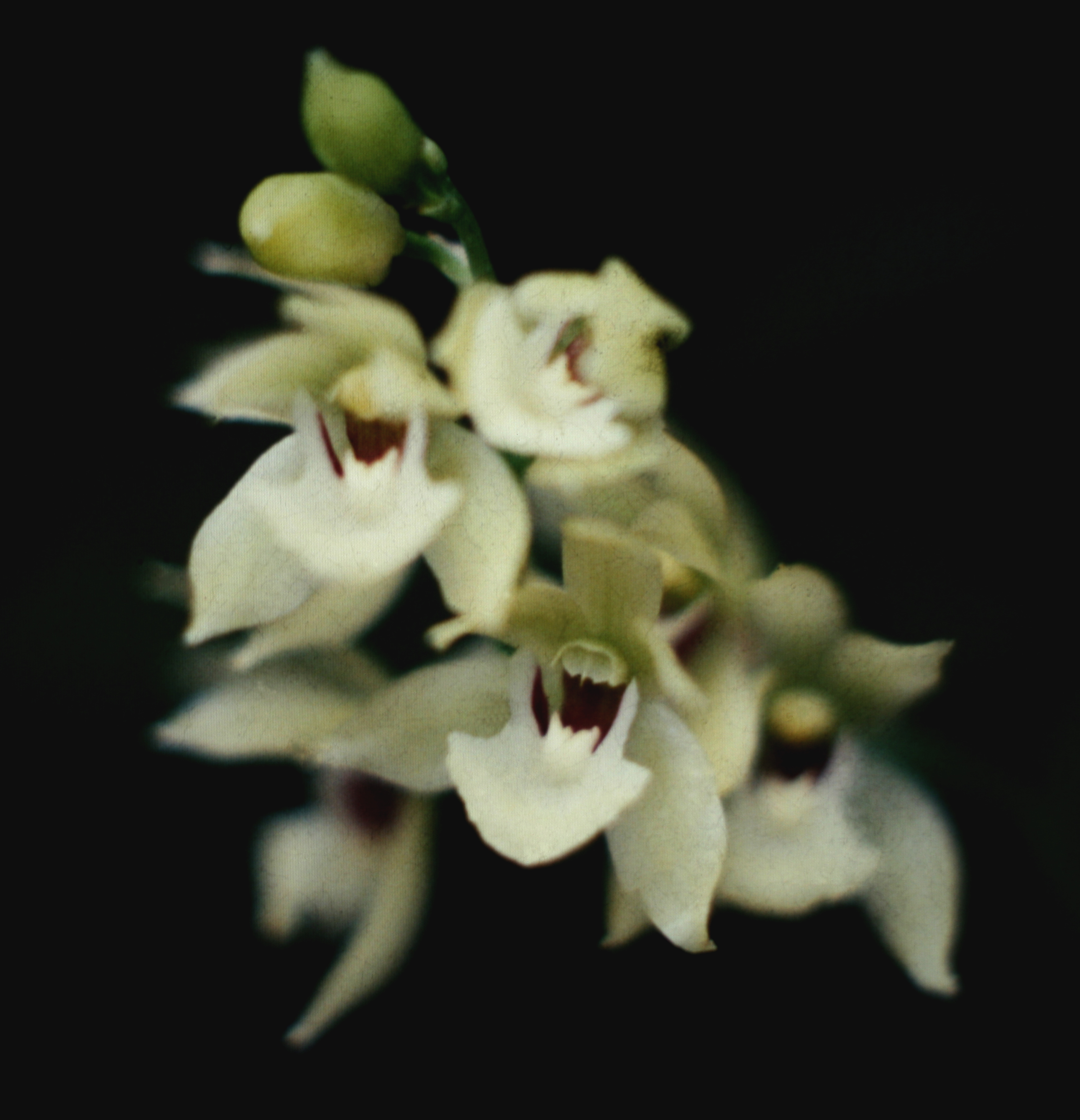